# Ruta de los Conquistadores (ciclismo)
La Ruta de los Conquistadores, conocida desde 2020 únicamente como La Ruta, es la competencia de ciclismo de montaña más importante de Costa Rica y uno de los más difíciles en el mundo. Se lleva a cabo anualmente entre octubre y noviembre, y atraviesa de costa a costa el territorio costarricense, atravesando cinco cordilleras y aproximadamente 400 kilómetros (250 millas), en altitudes que van desde el nivel del mar hasta los 3000 m s. n. m., con climas extremos que cambian constantemente, cruzando terrenos montañosos, pantanosos, agrestes, caminos rurales, a través de precipicios, ríos y volcanes. Debido a esto, se le ha calificado como uno de los eventos atléticos más duros del planeta. Su nombre es en homenaje a los conquistadores españoles que, encabezados por Juan de Cavallón y Arboleda, exploraron el territorio de Costa Rica entre 1520 y 1575.

## Historia
En 1993, Román Urbina estudió acerca de tres conquistadores españoles: Juan de Cavallón, Pero Afán de Rivera y Gómez y Juan Vázquez de Coronado y Rodríguez, quienes en la década de 1560, comenzaron una expedición de 20 años a través de las montañas de Costa Rica. Sus expediciones comenzaron en la costa del Pacífico y terminaron en el Mar Caribe. Urbina, un atleta y aventurero élite costarricense, conocido por organizar eventos deportivos físicamente desafiantes para llamar la atención a la protección de la flora y fauna costarricense, decidió seguir los pasos de los conquistadores en su bicicleta de montaña.
Atraído por la historia de los conquistadores españoles, en 1993 Román, junto con otros 17 atletas, fueron a la costa del Pacífico y comenzaron su propia aventura a través de junglas, volcanes, cordilleras y ríos. Cuando terminaron, Román quedó aún más convencido de que nunca de que un reto de ese calibre, el cual obliga a sus participantes a enfrentarse a ellos mismos, puede llevar a cualquiera a la grandeza. Determinado que un viaje como este debía convertirse en un épico evento anual, creó La Ruta.
Durante los primeros 12 años, la medalla de oro fue para los locales «ticos», acostumbrados a la orografía de Costa Rica. La tradición se rompió en noviembre de 2005 cuando la gran estrella del ciclismo suizo, Thomas Frischknecht, se convirtió en el primer competidor internacional en llevarse la corona de La Ruta de los Conquistadores. En 2006, el ganador fue el colombiano Leonardo Páez, seguido por los internacionales, Ben Sonntag, triatleta alemán, en el 2010 y Todd Wells, ciclista estadounidense campeón del ciclocrós de ese país, en el 2011. Sin embargo, nadie ha batido el récord del costarricense Federico «Lico» Ramírez quien ha ganado La Ruta cinco veces, siendo los más cercanos el colombiano Luis Mejía y el español Josep Betalú, ambos con cuatro victorias.

### Histórica actuación
Un hecho histórico se presentó en la edición 2020, donde el español Josep Betalú completó La Ruta (como se le llama a la competencia desde ese año) de tres etapas en un solo día con un poco más de 17 horas, dejando un record que podría ser imbatible. El mérito también está en el hecho que en toda la competencia hubo lluvia incesante que dificultó las condiciones de los caminos a recorrer, más de lo usual.

## Ruta
Es la competencia más importante de ciclismo de montaña de Costa Rica, además de ser uno de los eventos atléticos de aventura más duros del planeta. Cada año, cientos de los mejores ciclistas del mundo vienen a América Central a ponerse a prueba en este recorrido único, combatiendo con la distancia, geografía, el clima y la cultura. La Ruta es la única competencia que cruza el continente Americano de la costa Pacífica hasta la costa del Atlántico, y se conoce por su dificultad. Desde el primer día (el cual comienza a nivel del mar) hasta su fin, La Ruta cruza 5 cordilleras, 161 millas (260 kilómetros), y obliga al ciclista a subir 29 000 pies (8840 m). El terreno es tan irregular y dificultoso, que hace medio milenio le tomó a los Conquistadores Españoles liderados por Juan de Cavallón, 20 años para cruzar Costa Rica de costa a costa. Hoy, siguiendo casi los mismos pasos que los Conquistadores, los aventureros en sus bicicletas de montaña deben hacerlo en solo tres días.
La gran dificultad técnica que presenta La Ruta es solamente una de las cosas que te quitarán el aliento durante el recorrido. Costa Rica se ha caracterizado por ser “el país con más biodiversidad del planeta” (National Geographic), porque aquí vive un 5 % de la flora y fauna del planeta, siendo solamente un 0.01 % del terreno mundial. Durante el recorrido, los competidores en La Ruta tienen la oportunidad de ver y escuchar muchas especies de flora y fauna que componen ese 5 %, ya que pasan por nueve de los doce microclimas del país. La Ruta pasa por el bosque tropical húmedo, sube volcanes y recorre plantaciones bananeras: congelando, empapando y sudando a todos los participantes. Los ciclistas se enfrentan a todos los tipos de terrenos imaginables, single track, lastre, tierra, pavimento, lodo hasta las rodillas, arena, ceniza volcánica y más. Durante el recorrido deberán hacer cambios instantáneos de marcha, tendrán que llevar su bicicleta en la espalda, y maniobrar descensos a alta velocidad.

### Categorías
Existen ocho categorías en La Ruta de los Conquistadores:
- Femenina (mujeres sin distinción de edad)
- Open: 18–29 años
- 30–39 años
- 40–49 años
- 50+ años
- Federados
- No-federados
- Fat Bike

Los corredores federados con aquellos que tienen una licencia UCI o son oficialmente federados por la Federación Costarricense de Ciclismo (Costa Rica). Los corredores profesionales suelen estar en la categoría Open.

## Etapas
Cada una de las etapas de la Ruta son nombradas bajo importantes personajes históricos de la Conquista de los Exploradores Españoles.
Cada año el recorrido de La Ruta es distinto, se cambian la ruta y las metas.

### Etapa 1: Juan de Cavallón
El Inicio de la etapa suele arrancar desde playa Jacó en el Pacífico Central costarricense.  El clima durante el primer día de La Ruta es tropical seco, que varía entre 30 °C y 35 °C. Además existe una fuerte afectación por la humedad de la zona que suele ser muy elevada. La ganancia de elevación del primer día es de 3600 m.
El día uno de La Ruta comienza a las 6:00 a. m. y se le da a los competidores hasta las 5:30 p. m .(11.5 horas) para completar la etapa antes de ser recogido por el camión de rescate y descalificado de los resultados generales. Debido a que se inicia desde el nivel del mar, los ciclistas suben numerosas colinas que golpean a los ciclistas con una ganancia de elevación total de aproximadamente 12 000 pies (3600 m). Es por eso que el día 1 es conocido por los competidores como el "día para hacerlo o romperlo". Los corredores deben esperar todo tipo de condiciones de conducción este día: barro, grava, asfalto y rocas sueltas.

### Etapa 2: Perafán de Ribera
El segundo día de competición de La Ruta de los Conquistadores comienza en Tres Ríos, ubicado en la provincia de Cartago y termina en Turrialba, también ubicado en dicha provincia. Durante esta etapa, los competidores viajan aproximadamente 80 km. La ganancia de elevación de la segunda etapa es de unos 2700 m. El cambio de altitud es de 1291 m sobre el nivel del mar, a 3025 m sobre el nivel del mar. El clima durante la etapa de Perafán de Ribera consiste principalmente de viento y lluvia, con un rango de temperatura de 5 °C a 8 °C y cambios climáticos drásticos. La hipotermia suele ser un problema durante esta etapa. El terreno es de 20 % de pavimento, 20 % de rocas volcánicas y cenizas, 30 % de subida y 30 % de bajada técnica.
La ruta lleva a los competidores a pasar entre los volcanes Irazú y Turrialba. Rematando con uno de los descensos más rápidos y largos de Costa Rica, terminando en la ciudad de Turrialba. En este día, es muy importante tener frenos que funcionen bien y estar preparados para el clima frío. 
El escenario comienza a las 6:00 a. m.
La línea de meta se cierra a las 5:45 p. m.

### Etapa 3: Cristóbal Colón
El tercer día de La Ruta de los Conquistadores comienza en Turrialba, Cartago y suele terminar en Playa Bonita en la provincia de Limón. El recorrido suele ser más plano que en las dos etapas anteriores. Sin embargo los ciclistas pasan a través de un cambio de altitud de 618 m sobre el nivel del mar, a 845 m sobre el nivel del mar, a 0 m sobre el nivel del mar. El clima durante la etapa de Cristóbal Colón es Tropical húmedo, lo que significa que será cálido y húmedo, con una temperatura de 35 °C y más. El terreno consta de 35 % de caminos pavimentados y 65 % de caminos de grava y vías de tren.
El escenario comienza a las 7:00 a. m.
La línea de meta cierra a las 5:45 p. m.

## Ganadores
| Año  | Ganador             | País                      | Competidores |
| ---- | ------------------- | ------------------------- | ------------ |
| 1993 | David Fonseca       | Bandera de Costa Rica     | 17           |
| 1994 | Rodrigo Montoya     | Bandera de Costa Rica     | 30           |
| 1995 | Rodrigo Montoya     | Bandera de Costa Rica     | 40           |
| 1996 | Jaime Rodríguez     | Bandera de Costa Rica     | 50           |
| 1997 | Federico Ramírez    | Bandera de Costa Rica     | 123          |
| 1998 | Federico Ramírez    | Bandera de Costa Rica     | 170          |
| 1999 | Edgar Zumbado       | Bandera de Costa Rica     | 180          |
| 2000 | Edgar Zumbado       | Bandera de Costa Rica     | 201          |
| 2001 | José Adrián Bonilla | Bandera de Costa Rica     | 275          |
| 2002 | Federico Ramírez    | Bandera de Costa Rica     | 400          |
| 2003 | Marvin Campos       | Bandera de Costa Rica     | 300          |
| 2004 | Paolo Montoya       | Bandera de Costa Rica     | 300          |
| 2005 | Thomas Frischknecht | Bandera de Suiza          | 500          |
| 2006 | Leonardo Páez       | Bandera de Colombia       | 600          |
| 2007 | Federico Ramírez    | Bandera de Costa Rica     | 400          |
| 2008 | Federico Ramírez    | Bandera de Costa Rica     | 250          |
| 2009 | Manuel Prado        | Bandera de Costa Rica     | 220          |
| 2010 | Benjamin Sonntag    | Bandera de Alemania       | 200          |
| 2011 | Todd Wells          | Bandera de Estados Unidos | 250          |
| 2012 | Paolo Montoya       | Bandera de Costa Rica     | 500          |
| 2013 | Marconi Durán       | Bandera de Costa Rica     | 500          |
| 2014 | Luis Leao Pinto     | Bandera de Portugal       | 500          |
| 2015 | Luis Mejía          | Bandera de Colombia       | 600          |
| 2016 | Luis Mejía          | Bandera de Colombia       | 600          |
| 2017 | Josep Betalú        | Bandera de España         | 551          |
| 2018 | Josep Betalú        | Bandera de España         | 400          |
| 2019 | Josep Betalú        | Bandera de España         |              |
| 2020 | Josep Betalú        | Bandera de España         |              |
| 2021 | Suspendida          | Suspendida                | Suspendida   |
| 2022 | Luis Mejía          | Bandera de Colombia       | 550          |
| 2023 | Luis Mejía          | Bandera de Colombia       |              |

| Año  | Ganadora         | País                      | Competidoras |
| ---- | ---------------- | ------------------------- | ------------ |
| 2009 | Louise Kobin     | Bandera de Estados Unidos | Desconocido  |
| 2010 | Angela Parra     | Bandera de Colombia       | Desconocido  |
| 2011 | Angela Parra     | Bandera de Colombia       | Desconocido  |
| 2012 | Monic Pua Mata   | Bandera de Estados Unidos | Desconocido  |
| 2013 | Monic Pua Mata   | Bandera de Estados Unidos | Desconocido  |
| 2014 | Angela Parra     | Bandera de Colombia       | Desconocido  |
| 2015 | Angela Parra     | Bandera de Colombia       | Desconocido  |
| 2016 | Angela Parra     | Bandera de Colombia       | Desconocido  |
| 2017 | Milagro Mena     | Bandera de Costa Rica     | Desconocido  |
| 2018 | Eunice Rojas     | Bandera de Costa Rica     | Desconocido  |
| 2019 | Milagro Mena     | Bandera de Costa Rica     | Desconocido  |
| 2020 | -                | Bandera de ?              | Desconocido  |
| 2021 | Suspendida       | Suspendida                | Suspendida   |
| 2022 | Cristel Espinoza | Bandera de Costa Rica     | Desconocido  |
| 2023 | Cristel Espinoza | Bandera de Costa Rica     | Desconocido  |